# Palazzo Maggiori (Porto San Giorgio)
Il palazzo Maggiori di Porto San Giorgio fu un importante e imponente palazzo nobiliare appartenuto alla famiglia dei conti Maggiori di Fermo.
Venne eretto nei primi anni del XVIII secolo nell'allora porto di Fermo, città in cui le famiglie Maggiori e Trevisani erano le più importanti e si alternavano gli incarichi di governo municipale di generazione in generazione.
Dalle stampe dell'epoca, e dai resti attuali, la struttura si estendeva su 5 piani, con 5 ordini di finestroni, pari a 15 finestre al piano nobile sormontate da timpano allo stesso e al terzo piano. L'imponenza dell'edificio doveva rappresentare la ricchezza di una delle famiglie più importanti del fermano e tra le prime in Europa nel commercio dell'olio, di cui avevano nel Mediterraneo svariati empori, di cui i principali furono quelli di Bari, Spalato, Ferrara, Corfù e Porto San Giorgio. Il conte Giovanni Maggiori assunse un livello di ricchezza tale da diventare socio della Compagnia delle Indie Orientali, grazie alla quale la famiglia ampliò i suoi commerci in altri porti mediterranei. Grazie a ciò e ai meriti conseguiti da Giovanni Maggiori (1703-1764) che militò sotto l'imperatore Carlo VI d'Asburgo, la famiglia ottenne il titolo comitale nel 1740, titolo riconfermato da papa Clemente XII nel 1762.
Il palazzo era situato lungo corso Garibaldi, accanto a quello dei Nannerini e dei Trevisani. Fu per dimensione il più grande della cittadina marittima, infatti in esso furono ospitate alcune delle più importanti personalità dell'epoca, certe e documentate furono le permanenze del re Vittorio Emanuele I di Savoia, di Girolamo Bonaparte, Gioacchino Murat, che sconfitto dopo la battaglia di Tolentino riparò con i suoi generali e aiutanti di campo a palazzo Maggiori ospiti del conte Giovanni Maggiori.
L'edificio fu distrutto con la caduta della famiglia Bonaparte e il rientro del Papa negli Stati Pontifici, a seguito del quale comincerà un lento declino della famiglia a causa dei precendeti legami con la famiglia imperiale.
Durante la costruzione della sua villa a Porto San Giorgio, dove trascorse parte del suo esilio, Girolamo Bonaparte e la moglie furono ospiti per più di un anno del conte Giovanni Maggiori.
A poche decine metri di quello che fu il palazzo Maggiori vi è la chiesa delle Anime Sante, mausoleo delle famiglie Maggiori e Trevisani di cui ebbero il giuspatronato.
Palazzo Maggiori comunicava con il palazzo retrostante al corso edificato i primi anni del 1600 dall'Abate Conte Francesco Saverio Maggiori.
A pochi metri dal palazzo dall'altra parte di corso Garibaldi, la famiglia possedeva anche come casa di rappresentanza una villa cittadina, edificato nei primi anni del 1800 tuttora visibile.